# Verre camée

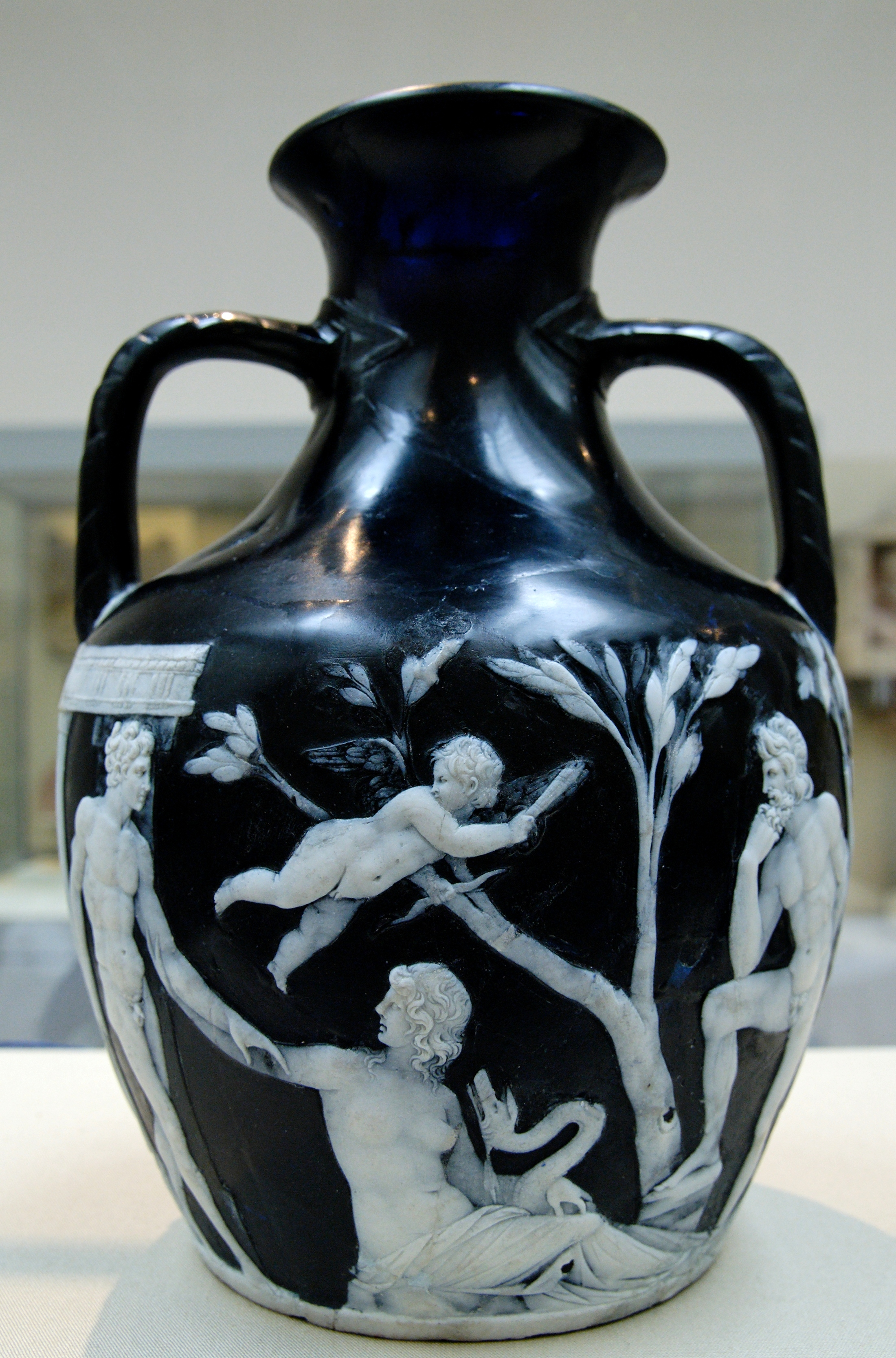
Vase Portland, vers 5-25 av. J.-C..

Le verre camée est une forme de verrerie d'art produite par eau-forte et par gravure de couches de verre de couleurs différentes, généralement réalisée avec des figures en verre opaque sur une surface de couleur foncée. La technique est vue pour la première fois sur de l'art romain datant d'environ 30 av. J.-C., en tant qu'alternative à la vaisselle en joaillerie gravée (en), faite de gemmes naturellement séparées en couches comme l'onyx ou l'agate.
Le type de verre connait un renouveau au milieu du XIXe siècle, étant utilisé par les artistes des mouvements néo-grecs et Art nouveau, et est toujours utilisé en date du XXIe siècle.

## Histoire

### Art romain

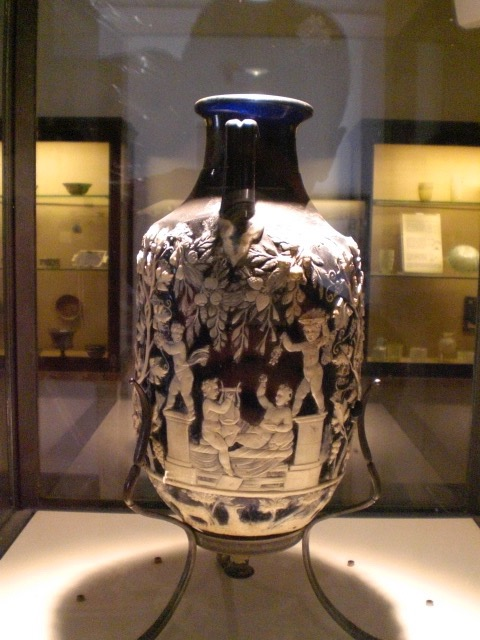
Vase de verre camée retrouvé au site archéologique de Pompéi.

Le verre camée de Rome était fragile, et donc d'une rareté extrême, plus que d'autres médiums utilisés pour le camée comme la gemma Augustea et le camée des Gonzague, dont on retrouve le plus dans la catégorie des camées. Seulement quelque 200 fragments et 15 objets complets en verre camée de Rome antique subsistent de nos jours, parmi lesquels figurent le vase Portland, exposé au British Museum, exemple le plus connu et l'un des mieux préservés du genre,. Un autre exemple est le verre Morgan, un verre à boire exposé au Musée du verre de Corning. Ces deux exemples montrent des scènes mythologiques complexes, dont l'iconographie a été beaucoup débattue. On peut en retrouver un autre à la Villa Getty.
À en juger par le nombre limité de fragments subsistants, le verre camée aurait probablement été produit en deux périodes, entre 30 av. J.-C. et l'an 60, puis de la fin du IIIe siècle jusqu'à l'époque de Constantin Ier. La seconde période voit aussi un court regain de la gravure de pierres précieuses, pratique en déclin à l'époque,. Il serait aussi possible que quelques pièces en verre camée aient été produits entre ces deux périodes, même si aucun exemplaire ne peut en témoigner.
Le verre camée de l'art romain de la seconde période mentionnée, du IIIe au IVe siècle, est encore plus rare que celui de la première période, avec seulement une poignée d'objets complets, dont un excavé en Norvège. Son utilisation était alors réservée aux élites, comme pour le vase Portland, excavé de la tombe de Septime Sévère, qui lui était une pièce antique de 200 ans. Les couleurs les plus souvent utilisées étaient le blanc sur le bleu, même si le blanc sur noir était parfois en usage, comme pour le vase Portland. Dans la période antérieure, tous les exemplaires étaient de couleur opaque, tandis que dans la seconde période, certains avaient un revêtement transparent, peut-être pour imiter le cristal.
| Vase noir à deux anses avec dessin de femme blanc sur une surface blanche. |
| Vase Portland (autre face).                                                |

| Carré de verre bleu avec plusieurs marques de brisures et un dessin blanc d'un homme donnant un raisin à un autre homme. |
| Satyre donnant du raisin au jeune Bacchus (Ier siècle).                                                                  |

| Panneau noir avec dessins blancs de deux femmes et d'un homme protégé par un revêtement de plastique. |
| L'initiation d'Ariane dans les Mystères dyonisiaques (en), Pompéi.                                    |

|                                                                   |
| Vase à parfum avec représentation de scène érotique homosexuelle. |

### Utilisations postérieures

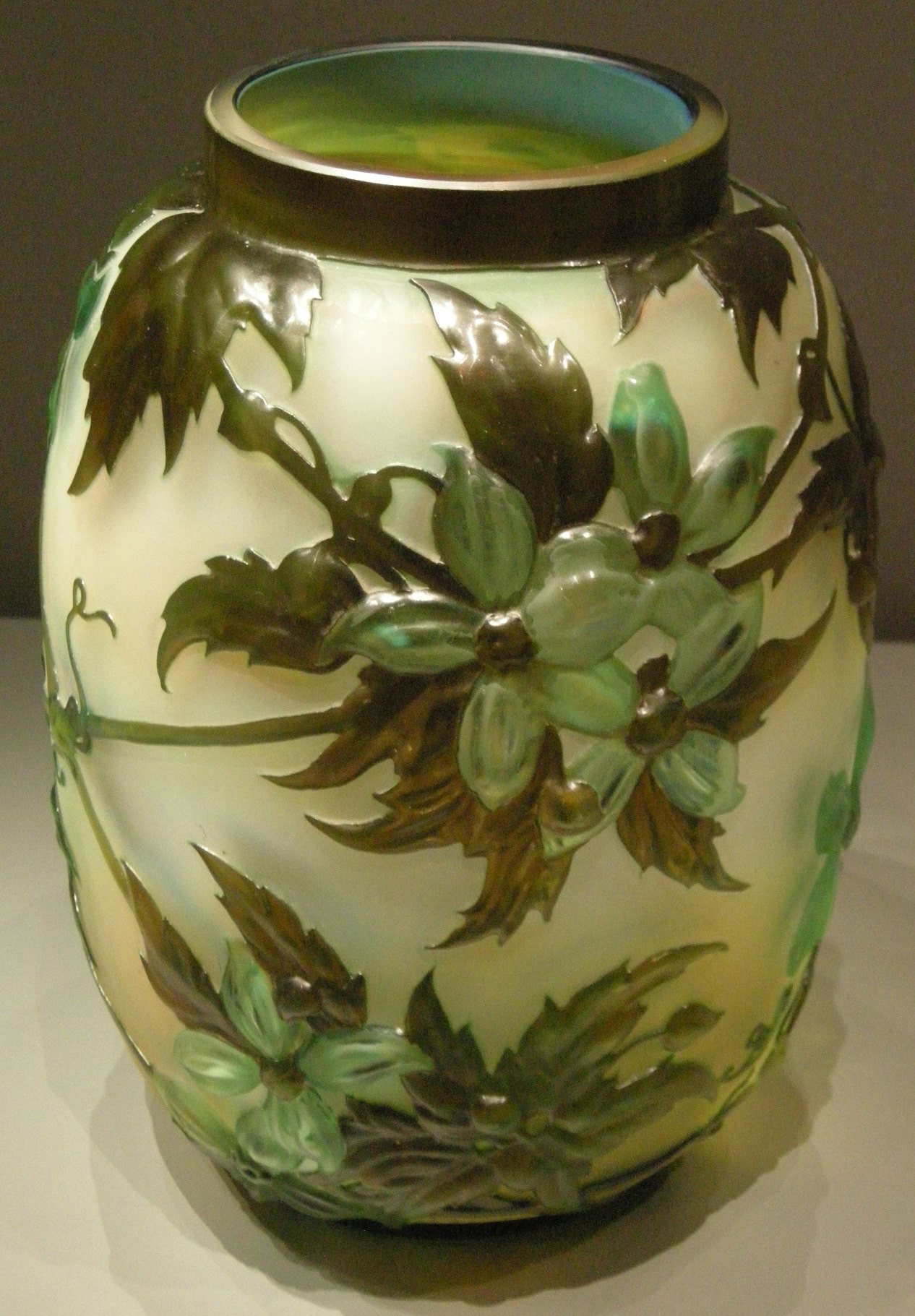
Vase Gallé, vers 1925.

La technique du verre camée est utilisée dans l'art islamique des IXe et Xe siècles, mais est abandonnée jusqu'au XVIIIe siècle. Son utilisation réapparait en Europe au XVIIIe siècle, et la technique n'est pas améliorée avant le XIXe siècle. Même si le verre camée réapparait en Europe, avec des producteurs comme Thomas Webb & Sons (en) et George Bacchus & Sons (en), les imitations sont beaucoup plus communes, comme celles de Wedgwood. Les imitations étaient effectuées dans un style néo-classique. Des artistes notables de verre camée incluent le français Alphonse Lechevrel, dont les œuvres ont été exposées à Paris en 1878, Philip Pargeter et John Northwood, qui ont réussi à reproduire le vase Portland, ou encore George Woodall,.
L'utilisation la plus importante du verre camée à la suite de son renouveau est dans l'Art nouveau, avec des artistes comme Émile Gallé et la cristallerie Daum pratiquant la technique.

### Verre de Pékin

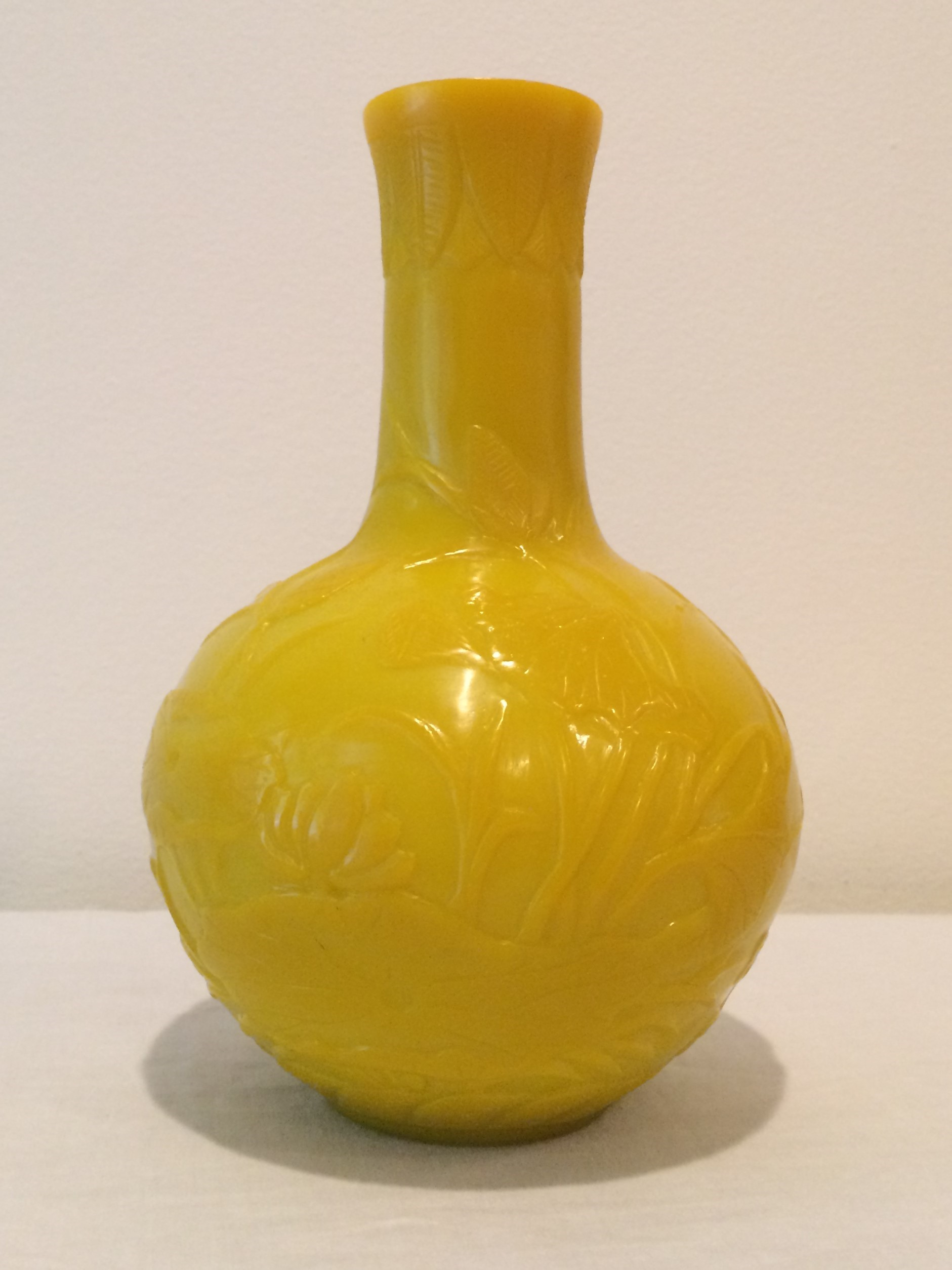
Vase en verre de Pékin de la période Daoguang.

L'introduction de nouvelles techniques d'art verrier par les Jésuites a permis la création d'un nouveau type de verre camée, le verre de Pékin. La superposition des couches sur les pièces d'art est similaire à l'art du verre camée.

## Techniques
Dans le style de fabrication moderne, toutes les zones supérieures, sauf celles nécessaires à la création, sont supprimées par l'entremise d'une méthode de gravure : ces zones sont recouvertes d'un matériau résistant à l'acide, pour créer une certaine sorte de verre dépoli à l'acide. Le travail de précision est par la suite achevé à l'aide de tours et de mèches, puis le tout est poli. Dans la méthode ancienne, le processus d'élimination des zones supérieures était effectué par des mèches et des tours, pratique qui était très commune dans la verrerie romaine. Dans des verres camées de trois couleurs, une autre couche était appliquée par dessus celle opaque blanche. Un exemplaire avait même six couches. Le lieu de fabrication des verres camées en Rome antique n'était pas connu, mais était supposé être dans la capitale.